# 온양순환로
온양순환로(Onyangsunhwan-ro)는 충청남도 아산시 배방읍 구령리 남동 교차로와 염치읍 석정리 석정 교차로를 잇는 충청남도의 도로이다. 아산시 국도대체우회도로로 불리기도 한다.

## 역사
- 1998년 9월 24일 : 충청남도 아산시 신창면 읍내리 ~ 남동 12.7km 구간을 자동차 전용도로로 지정[1]
- 2003년 1월 6일 : 아산시 염치읍 염성리 ~ 신창면 읍내리 6.6km 구간을 자동차 전용도로로 지정[2]
- 2006년 8월 16일 : 아산시 국도대체우회도로(아산시 신창면 행목리 ~ 배방면 구령리) 11.9km 구간 확장 개통[3]
- 2008년 7월 14일 : 아산시 국도대체우회도로(아산시 신창면 읍내리 ~ 행목리) 1.5km 구간 확장 개통[4]
- 2010년 11월 22일 : 아산시 신창면 읍내리 ~ 염치읍 염성리 6.64km 구간 확장 개통[5]
- 2015년 7월 1일: 배방 ~ 탕정간 도로(아산시 남동 ~ 탕정면 용두리) 4.9km 구간 신설 개통[6]
- 2018년 12월 28일 : 곡교 교차로(아산시 염치읍 곡교리) 램프구간 개량 개통[7]
- 2019년 12월 30일 : 염성 ~ 용두간 도로(아산시 염치읍 곡교리 ~ 송곡리) 3.44km 구간 신설 개통[8]

## 주요 경유지
충청남도
- 아산시 (배방읍 · 온양동 · 신창면 · 염치읍)

## 노선
- (■): 자동차 전용도로 구간

| 이름                     | 접속 노선                                            | 소재지          | 소재지                                   | 비고               |
| 온천대로와 직결          | 온천대로와 직결                                      | 온천대로와 직결 | 온천대로와 직결                          | 온천대로와 직결    |
| ------------------------ | ---------------------------------------------------- | --------------- | ---------------------------------------- | ------------------ |
| 남동 교차로 (남동과선교) | 배방 ~ 탕정간 도로 온천대로 모산로 순천향로          | 아산시          | 배방읍                                   | 국도 제21호선 구간 |
| 남리육교 금곡천교        |                                                      | 아산시          | 배방읍                                   | 국도 제21호선 구간 |
| 좌부 교차로              | 지방도 제623호선 (고불로)                            | 아산시          | 배방읍                                   | 국도 제21호선 구간 |
| 좌부 교차로              | 지방도 제623호선 (고불로)                            | 아산시          | 온양동                                   | 국도 제21호선 구간 |
| 장존교                   |                                                      | 아산시          |                                          | 국도 제21호선 구간 |
| 장존 교차로              | 국도 제39호선 (외암로)                               | 아산시          |                                          | 국도 제21호선 구간 |
| 사래육교                 |                                                      | 아산시          | 국도 제21, 39호선 구간                   |                    |
| 초사 교차로              | 무궁화로                                             | 아산시          | 국도 제21, 39호선 구간                   |                    |
| 황산육교                 |                                                      | 아산시          | 국도 제21, 39호선 구간                   | 신창면             |
| 행목 교차로              | 지방도 제623호선 (순천향로)                          | 아산시          | 국도 제21, 39호선 구간                   | 신창면             |
| 읍내 교차로              | 국도 제21호선 국도 제45호선 (온천대로)               | 아산시          | 국도 제21, 39호선 구간                   | 신창면             |
| 읍내 교차로              | 국도 제21호선 국도 제45호선 (온천대로)               | 아산시          | 국도 제39, 45호선 구간                   | 신창면             |
| 읍내교                   |                                                      | 아산시          |                                          | 신창면             |
| 신달 교차로              | 서부북로                                             | 아산시          |                                          | 신창면             |
| 남성과선교               |                                                      | 아산시          |                                          | 신창면             |
| 수장 교차로              | 수장로                                               | 아산시          |                                          | 신창면             |
| 수장교                   |                                                      | 아산시          |                                          | 신창면             |
| 맹사성교                 |                                                      | 아산시          |                                          |                    |
| 염치읍                   |                                                      | 아산시          |                                          |                    |
| 곡교 교차로              | 국도 제39호선 지방도 제624호선 (아산로)              | 아산시          | 국도 제45호선 구간 지방도 제624호선 구간 |                    |
| 음봉천교 방현천교        |                                                      | 아산시          | 국도 제45호선 구간 지방도 제624호선 구간 |                    |
| 석정 교차로 (석정교)     | 지방도 제624호선 (이순신대로) 국도 제45호선 (충무로) | 아산시          | 국도 제45호선 구간 지방도 제624호선 구간 |                    |
| 이순신대로와 직결        |                                                      |                 |                                          |                    |

### 배방~탕정
이 구간은 도로명주소 상 온양순환로의 종속구간으로 되어 있는 구간이다.
| 이름                        | 접속 노선                                   | 소재지 | 소재지 | 비고               |
| --------------------------- | ------------------------------------------- | ------ | ------ | ------------------ |
| 남동 교차로 (남동지하차도)  | 국도 제21호선 (온양순환로) 온천대로         | 아산시 | 배방읍 | 국도 제39호선 구간 |
| 아산현충사 나들목 (신리2교) | 제32호선 당진청주고속도로                   | 아산시 | 배방읍 | 국도 제39호선 구간 |
| 탕정교                      |                                             | 아산시 | 배방읍 | 국도 제39호선 구간 |
| 염치읍                      |                                             | 아산시 |        | 국도 제39호선 구간 |
| 탕정 교차로 (탕정IC교)      | 국도 제39호선 지방도 제624호선 (이순신대로) | 아산시 |        | 국도 제39호선 구간 |
| 용두 교차로                 | 국도 제43호선 (세종평택로)                  | 아산시 |        |                    |

## 주의 사항
이 도로는 자동차전용도로로 지정되어 있어 자전거, 보행자는 통행할 수 없다. 이륜자동차(모터사이클 혹은 오토바이)는 긴급자동차(싸이카 및 소방용 모터사이클 등)에 한해 통행이 가능하며, 그 밖의 이륜자동차는 통행할 수 없다. 대체 도로로는 온천대로, 아산로 등이 있다.